# Campandré-Valcongrain
Campandré-Valcongrain is een voormalige gemeente in het Franse departement Calvados in de regio Normandië en telt 145 inwoners (1999).

## Geschiedenis
De gemeente was onderdeel van het kanton Villers-Bocage totdat dit op 22 maart 2015 werd opgeheven en de gemeenten werden opgeheven in het kanton Aunay-sur-Odon, dat daarvoor in het geheel deel uitmaakte van het arrondissement Vire. De gemeenten van het voormalige kanton bleven echter deel uitmaken van het arrondissement Caen. Op januari 2017 fuseerde Campandré-Valcongrain echter met Aunay-sur-Odon, Bauquay, Danvou-la-Ferrière, Ondefontaine en Roucamps tot de commune nouvelle Les Monts d'Aunay waardoor de plaats alsnog van arrondissement veranderde.

## Geografie
De oppervlakte van Campandré-Valcongrain bedraagt 6,7 km², de bevolkingsdichtheid is dus 16,4 inwoners per km².
De onderstaande kaart toont de ligging van Campandré-Valcongrain met de belangrijkste infrastructuur en aangrenzende gemeenten.

## Demografie
Onderstaande figuur toont het verloop van het inwonertal (bron: INSEE-tellingen).

Vanwege een beveiligingsprobleem met de MediaWiki Graph-software is het momenteel niet mogelijk deze grafiek weer te geven. Zodra de software is bijgewerkt zal de grafiek vanzelf weer zichtbaar worden.
Aunay-sur-Odon · Bauquay · Campandré · Danvou-la-Ferrière · Ondefontaine · Le Plessis-Grimoult · Roucamps · Valcongrain